# Friedrich Molinus
Friedrich Molinus (auch: Fritz Molinus und Friedrich Molin sowie Fritz Molins; * vor 1604 in Schwerin; beigesetzt 19. März 1655 in Hannover) war ein herzoglicher Vogt und Obristleutnant. Unter seiner Bau-Verwaltung wurden für die Calenberger Neustadt vor Hannover die baulichen Grundlagen errichtet für eine eigenständige Stadt.

## Leben

### Familie
Friedrich Molinus war der Sohn des in Wolfenbüttel tätigen herzoglichen Rats und Oberamtmanns Johannis Mollini oder Johann Molinus und der Ilse Eichhoff.

### Werdegang
1584 besuchte Friedrich Molinus die Universität Helmstedt.
Molinus errang Titel und Rechte eines Obristleutnants und Probstes von Derneburg.
1604 heiratete er die Witwe des Vogts der Calenberger Neustadt vor Hannover, Aschen Schönewitz († 1595), Margareta, die Schwester von Jürgen von der Lippe, die seit dem Tod ihres Mannes die Vogtei vor Ort verwaltet hatte. Durch die Hochzeit wurde Molinus nun selbst zum Vogt der Neustadt, ein Amt, das er bis 1638 bekleidete.
Molinus war maßgeblich am Ausbau der Neustadt zum Regierungsviertel des Herzogs beteiligt, und zwar sowohl nördlich als auch südlich des 1608 so benannten Steinwegs (ab 1682 Via Calenbergica, 1698 die „Straße vom Leinthore biß an das Calenberger Thor“, ab 1719 Calenberger Straße).
Doch durch Brände 1610 und 1615 und die Wirren des ab 1618 einsetzenden Dreißigjährigen Krieges hatte das Wirken von Molinus anfangs nur wenig Erfolg.
Laut Martin Arends kaufte Molinus 1614 den Hof Nr. 110 in Gestorf und verkaufte diesen später auch Vinthushof genannten Hof 1623 an Casper Vinthus.
1616 baute Molinus eine Vogtei, die er mitten im Dreißigjährigen Krieg auf Befehl des Landesherrn am 28. Mai 1638 räumen musste. Er zog auf den Hof seines Schwiegervaters aus zweiter Ehe, Franzten Limborg oder Frantz Limberg beziehungsweise Tönnies Limburg.
Im Bildarchiv der Universität Göttingen haben sich zwei Fotografien erhalten von einer 1634 datierten silbernen Pyxis ohne Marken, die zum Bestand der Neustädter Hof- und Stadtkirche St. Johannis gehörte. Neben den Initialen F M von Fritz Molinius waren auf dem Gefäß auch die Initialen A C L und die Wappen der Familien Molinus – ein Engel mit Schwert – und von Limburg – drei Ochsenköpfe – von unbekannter Hand eingraviert.
Nachdem Georg, Herzog zu Braunschweig-Lüneburg, durch den sogenannten „Residenzvertrag“ 18. Februar 1636 Hannover zu seiner Residenz erklärt hatte, wurde gegenüber seinem Nachfolger Herzog Georg Wilhelm, nach dem Westfälischen Frieden 1648 eine Beschwerde vorgebracht: Die Innung der Kaufmänner beschwerte sich, dass unter Molinus viele nicht aus Hannover stammende Handwerker tätig wären, die darüber hinaus keiner Zunft angehörten.
Während der Amtszeit von Molinus stieg die Einwohnerzahl der Calenberger Neustadt von zuvor 650 auf 1.000 Menschen.
Molinus soll laut den Sterberegistern der Aegidienkirche und der Kreuzkirche 1655 als Fritz Molinß oder Fritz Marlinß gestorben sein.